# تومي ماك (موسيقي)
تومي ماك هو موسيقي كندي، ولد في 25 أبريل 1977 في لار في ألمانيا.